# Erin Storie
Erin Storie (* 22. April 1991 in Longview als Erin Jones) ist eine ehemalige US-amerikanische Triathletin, U23-Staatsmeisterin (2013, 2014) und Dritte bei der U23-Weltmeisterschaft auf der olympischen Kurzdistanz (2014).

## Werdegang
Erin Jones war in ihrer Jugend als Schwimmerin aktiv und entdeckte den Triathlon-Sport als 17-Jährige. 2011 wurde sie vom amerikanischen Dachverband USA Triathlon in dessen Elite Triathlon Academy in Colorado Springs aufgenommen. 2013 gewann Erin Jones die amerikanischen Universitätsmeisterschaften im Triathlon.
2013 und 2014 war sie nationale U23-Meisterin und wurde in diesen beiden Jahren zur U23-Athletin des Jahres gekürt.
 Außerdem gelangen ihr 2013 bei den ITU-Weltcuprennen in Tiszaújváros, Palamos und Edmonton Top-Ten-Platzierungen. Im August 2014 wurde sie Dritte bei der U23-Weltmeisterschaft auf der olympischen Kurzdistanz. Beim Super Sprint Triathlon Grand Prix in Las Vegas erreichte sie 2014 den dritten Platz, in der im Rahmen dieses Wettkampfes gewerteten „USA Triathlon Elite Sprint National Championships“ wurde sie amerikanische Vizemeisterin der Elite.
2015 gewann Jones die Kontinental-Weltcups in Puerto Rico und Dallas. 2015 wurde Erin Jones zusammen mit der amtierenden Weltmeisterin Gwen Jorgensen als Athletenvertreter in den Vorstand des US-amerikanischen Triathlonverbandes gewählt.
Im Juli 2015 berief der US-Triathlonverband sie als in den aus je drei männlichen und weiblichen Athleten bestehenden Kader für die Panamerikanischen Spiele, wo Jones den 19. Platz belegte. Im Oktober 2015 wurde Erin Jones (gemeinsam mit ihrem Verlobten, der die Wertung der Männer gewann) amerikanische Meisterin in der offenen Wertung im Biathle. Die Weltmeisterschaft-Serie 2015, für die sie von ihrem Verband für die Wettkämpfe in Abu Dhabi, Kapstadt, Yokohama, Hamburg, Stockholm und Chicago nominiert wurde, beendete sie auf dem 65. Rang.

### Privates
Jones wird trainiert von Jarrod Shoemaker und lebt mit ihrem Mann Logan Storie in Colorado Springs, wo sie an der University of Colorado Gesundheitsfürsorge studiert. Der wie Jones ebenso aus Oregon stammende Logan Storie gehört zu den amerikanischen Kandidaten für eine Olympiateilnahme beim Modernen Fünfkampf und wuchs in Corvallis auf. Jones besuchte dort die Oregon State University, beide hatten sogar gemeinsame Freunde, ohne sich aber über den Weg zu laufen und lernten sich erst am olympischen Trainingscenter in Colorado Springs kennen.
Im Februar 2020 gab die damals 28-Jährige über Soziale Medien bekannt, dass sie in diesem Sommer ein Kind erwartet.

## Sportliche Erfolge
| Datum/Jahr    | Rang | Wettbewerb                                     | Austragungsort | Zeit     | Bemerkung |
| ------------- | ---- | ---------------------------------------------- | -------------- | -------- | --- |
| 29. Juli 2017 | 29   | ITU World Championship Series 2017             | Edmonton       | 01:07:22 | |
| 9. Apr. 2016  | 34   | ITU World Championship Series 2016             | Gold Coast     | 02:02:40 | |
| 18. Sep. 2015 | 8    | USA Triathlon National Championships           | Chicago        | 02:07:08 | hinter der Staats- und Weltmeisterin Gwen Jorgensen |
| 22. Aug. 2015 | 35   | ITU World Championship Series 2015             | Stockholm      | 02:08:19 | |
| 8. Aug. 2015  | 1    | USAT Milwaukee Super Sprint                    | Milwaukee      | 01:00:43 | Gesamtsieg bei den USA Triathlon Age Group National Championships 2015 (325 m Schwimmen, 4 km Radfahren, 1,5 km Laufen, 325 m Schwimmen, 4 km Radfahren und 1,5 km Laufen) |
| 11. Juli 2015 | 19   | Panamerikanische Spiele 2015                   | Toronto        | 02:05:52 | [ 14 ] |
| 6. Juni 2015  | 1    | CAMTRI Triathlon American Cup                  | Dallas         | 01:00:43 | witterungsbedingt als Duathlon ausgetragen |
| 1. Feb. 2015  | 1    | CAMTRI Triathlon American Cup                  | Punta Guilarte | 02:09:56 | |
| 12. Sep. 2014 | 3    | USAT Super Sprint Series                       | Las Vegas      | 00:40:54 | amerikanische Vizemeisterin im Super Sprint |
| 30. Aug. 2014 | 3    | ITU Triathlon World Championship U23           | Edmonton       | 02:06:59 | U23-Weltmeisterschaft auf der olympischen Kurzdistanz (1,5 km Schwimmen, 40 km Radfahren und 10 km Laufen) – hinter der Deutschen Sophia Saller                            |
| 29. Juni 2014 | 1    | USA Triathlon National Championships U23       | Chicago        | 02:01:24 | Nationale U23-Meisterin; Vierte in der Elite-Klasse |
| 11. Aug. 2013 | 8    | ITU World Cup                                  | Tiszaújváros   | 01:01:34 | |
| 10. Aug. 2013 | 2    | ITU World Cup (Halbfinale)                     | Tiszaújváros   | 01:01:42 | hinter Charlotte McShane, vor Lisa Perterer |
| 14. Juli 2013 | 6    | ITU World Cup                                  | Palamós        | 02:02:56 | |
| 23. Juni 2013 | 9    | ITU World Cup                                  | Edmonton       | 01:04:31 | |
| 1. Juni 2013  | 2    | ITU Pan American Cup                           | Dallas         | 01:57:09 | |
| 20. März 2013 | 1    | USA Triathlon National Championships U23       | San Diego      |          | Nationale U23-Meisterin |
| 12. Apr. 2013 | 1    | USA Triathlon Collegiate National Championship | Tempe          | 01:04:00 | |

| Datum/Jahr    | Rang | Wettbewerb                 | Austragungsort | Zeit  | Bemerkung             |
| ------------- | ---- | -------------------------- | -------------- | ----- | --------------------- |
| 20. Juli 2019 | 1    | Inaugural Legacy Triathlon | Long Beach     | 10:24 | Open Water Swim 750 m |

(DNF – Did Not Finish)